# Pierre Dulaine
Pierre Dulaine (Jafa, 23 de abril de 1944) é um dançarino norte-americano sendo responsável por inventar o método Dulaine de ensino de dança. É conhecido por ter se voluntariado para dar aulas de dança de salão para alunos de "Detention Class" de uma uma escola pública.
Após presenciar uma cena de vandalismo que é protagonizada por um aluno, Pierre resolve fazer sua parte, e tenta reintegrar os "rejeitados" de uma escola dando aulas de dança para uma classe de alunos rebeldes onde o único estilo de dança que era conhecida era o street dance. Através de um método de dança inovador,acabou por não apenas transmitir cultura, como também
ensinamentos de vida, mudando a forma de ver o mundo e mostrando o valor dos indivíduos através da arte corporal.
O filme "Vem Dançar (Take the Lead)" foi inspirado em sua história. Antonio Banderas foi o escolhido para representar a vida de Dulaine.

## Biografia
Pierre Dulaine nasceu em Jafa, na Palestina, em 1944. Em 1948, Dulaine e seus pais deixaram a Palestina. Após oito meses vagando primeiro em Chipre, em seguida, na Inglaterra e na Irlanda, a família de Pierre se estabeleceu em Amã, Jordânia. Crescendo em Amã, Pierre aprendeu a falar  francês na escola, árabe na rua e Inglês em casa. Em 1956, por causa dos problemas do Egito e o Canal de Suez (ver Suez Crisis), a família de Pierre teve que se mudar novamente, deixando tudo para trás. Após uma parada em Beirute,  a família se fixou em Birmingham, Inglaterra, onde um ano mais tarde, aos 14 anos, Pierre começou sua carreira de dançarino.
Com 18 anos, Dulaine tirou seu Associate Degree de dançarino profissional. Aos 21, ele passou em seus três exames mais importantes, - Ballroom, Latin dança e de Olde -, em apenas um dia, uma proeza que não tinha sido realizada antes. Não só Pierre passou nos exames, como também passou com o título de Altamente Recomendável , e se tornou um membro pleno da Sociedade Imperial de Professores de Dança.
Com este sucesso inicial em sua carreira, Dulaine ganhou duas vezes o "Duelo de Gigantes" no Royal Albert Hall em Londres e conquistou o  "All England Professional Latin American Championship”. Em 1971, ele trabalhou como bailarino solo no famoso Talk of the Town em Londres West End. Pierre em seguida foi a Nairobi, Quênia e trabalhou em ‘Cabaret’ com a Troupe Bluebell  de Paris, um grupo de renome mundial, no Casino Nairobi por um ano. Finalmente, Pierre entrou como um diretor de cruzeiro em um veleiro de Nova York para as  Ilhas do Caribe. Em 1972, "Saí do navio de cruzeiro pensando que eu ficaria na cidade de Nova York para um feriado de duas semanas, mas eu consegui um emprego no Estúdio de Dança Arthur Murray e fiquei em Nova York desde então. "
Em 1973, com formação em balé, Yvonne Marceau entrou na Arthur Murray para trabalhar como professora e, em janeiro de 1976, Pierre e Yvonne tornaram-se parceiros de dança. Eles foram para a Inglaterra para estudar por três meses com John Delroy e surgiram como um grupo de dança que ganhou inúmeros prêmios e distinções.
Em 1984, Pierre e Yvonne criaram a Companhia de Teatro Ballroom americana. Em 1989, Pierre e Yvonne entraram num espetáculo da Broadway  e dançaram por dois anos e meio, terminando com uma temporada de cinco meses executada no West End de Londres. Pierre tem sido chamado de "dançarino e professor extraordinário" pelo New York Times e (com Yvonne) recebeu o Prêmio Astaire de "Best Dancing on Broadway", no Grand Hotel. Ele tem sido um membro do corpo docente do School of American Ballet, Alvin Ailey American Dance Theater e do Juilliard School.